# Bodoc
Bodoc (węg. Sepsibodok) – wieś w Rumunii, w okręgu Covasna, w gminie Bodoc. W 2011 roku liczyła 1153 mieszkańców.